# Marina Kislova
Marina Vladimirovna Kislova (rusko Марина Владимировна Кислова), ruska atletinja, * 7. februar 1978, Leningrad, Sovjetska zveza.
Nastopila je na poletnih olimpijskih igrah leta 2000, kjer je izpadla v prvem krogu štafete 4x100 m. Na svetovnih prvenstvih je v isti disciplini osvojila bronasto medaljo leta 2003, na evropskih dvoranskih prvenstvih pa srebrno medaljo v teku na 60 m leta 2002.